# Passaportització
La passaportització es defineix com una política de concessió massiva de la nacionalitat, o ciutadania, d'un estat a la població d'un determinat territori estranger mitjançant la distribució de passaports, generalment en un període relativament curt. Aquest procés ha estat utilitzat principalment per les autoritats russes que han facilitat l'accés a persones, normalment titulars d'antics passaports soviètics, per a sol·licitar documents d'identitat russos. La base d'aquestes naturalitzacions és l'article 14 de la Llei de ciutadania russa, modificada el 2002, que permet la naturalització en un procediment simplificat. En particular, el requisit de residència de cinc anys al territori rus està suspès per als antics ciutadans de la Unió Soviètica, al paràgraf 4 de l'esmentat article 14 de la llei. Així, a mesura que creix el nombre de titulars de passaports russos a les regions de les nacions contigües, Rússia invoca aleshores el seu interès nacional en la defensa dels seus ciutadans promovent la independència i/o l'annexió d'aquestes regions. Aquest procés ha estat més comú a Geòrgia (a partir del 2002) i Ucraïna (a partir del desembre de 2018).

## L'atorgament de passaports russos a Geòrgia
Geòrgia va experimentar aquesta política en el cas d'Ossètia del Sud i Abkhàzia, on els residents van continuar sent ciutadans de la Unió Soviètica i conservaven els passaports soviètics fins i tot una dècada després de la desintegració de la Unió Soviètica. L'any 2002, la nova Llei de ciutadania de Rússia va simplificar l'adquisició de la ciutadania per a qualsevol ciutadà de l'antiga Unió Soviètica, independentment del lloc de residència actual. A Abkhàzia i Ossètia del Sud, les organitzacions no governamentals nacionalistes russes, com ara el Congrés de les Comunitats Russes d'Abkhàzia, van portar els papers a una ciutat russa propera perquè els processessin per mor que els residents no haguessin de viatjar per obtenir la ciutadania russa. El 25 de juny de 2002, aproximadament 150.000 abkhazos havien obtingut la ciutadania russa a més dels 50.000 que ja la posseïen, amb la benedicció de les autoritats de Sukhum. El Ministeri d'Afers Exteriors de Geòrgia va denunciar l'assignació de passaports com una "campanya il·legal sense precedents". L'1 de febrer de 2011, els passaports soviètics ja no es consideraven vàlids per a travessar la frontera russo-abkhàzia.
Dos anys abans, a l'abril de 2009, l'Alt Comissionat de l'OSCE per a les minories nacionals va declarar que s'estava exercint "una pressió sobre la població georgiana al districte de Gali mitjançant la limitació dels seus drets a l'educació, la passaportització, el reclutament forçat a les forces militars abkhazes i les restriccions a la seva llibertat de moviment." La pressió per a forçar la població ètnicament georgiana a Abkhàzia a adquirir la ciutadania abkhàzia va ser rebutjada el 2009.
La pràctica de naturalització extraterritorial de Rússia a Ossètia del Sud i Abkhàzia des del 2002 constitueix una intervenció contrària al dret internacional i viola la sobirania territorial de Geòrgia.

## La passaportització a Ucraïna
A partir del 2019, Rússia ha estat distribuint passaports russos als habitants ucraïnesos de les repúbliques titelles de les províncies de Donetsk i Luhansk a gran escala. Aquest procediment es féu possible gràcies a l'Article 29 paràgraf 1.1 de la Llei de ciutadania russa que es va aprovar el 27 de desembre de 2018. Tal disposició permet al president rus d'establir categories de ciutadans estrangers i apàtrides que poden sol·licitar la ciutadania russa mitjançant un procediment simplificat. Pel Decret número 183 del 24 d'abril de 2019, els residents de les regions de Donetsk i Luhansk esdevigueren doncs elegibles a la nacionalitat russa.